# Розетта/Південна Секвоя – ГПЗ Розетта
Розетта/Південна Секвоя – ГПЗ Розетта – трубопровідна система для видачі продукції кількох газових родовищ єгипетського сектору Середземного моря.
У 2000 році почалась розробка родовища Розетта, яке виявили на території ліцензійного блоку Rashid. Його продукцію видали по трубопроводу завдовжки 67 км з діаметром 600 мм, що прямував до берегового газопереробного заводу Розетта (дещо на схід від Александрії).
В 2008-му ввели в розробку ресурси, виявлені у північній частині блоку Rashid. При цьому від нового маніфольду, до якого підключили родовища Південна Секвоя та Рашид-Північ, проклали трубопровід до плаформи родовища Розетта завдовжки 25 км, з яких 20 км виконали в діаметрі 450 мм (до маніфольду Розетти) та 5 км в діаметрі 550 мм (між маніфольдом та платформою Розетти).
В 2016-му на тлі вичерпання запасів інвестор блоку Rashid – компанія Shell – оголосила про призупинення видобутку. ГПЗ Розетта продали компанії BP, яка організувала подачу до нього ресурсу по новому газопроводу від родовищ Фаюм та Гіза.